# Parnara amalia
Parnara amalia är en fjärilsart som beskrevs av Semper 1879. Parnara amalia ingår i släktet Parnara och familjen tjockhuvuden. Inga underarter finns listade i Catalogue of Life.

## Bildgalleri

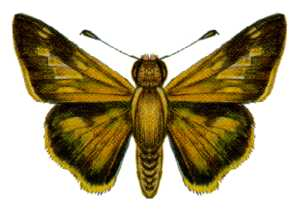